# Glypta implana
Glypta implana är en stekelart som beskrevs av Dasch 1988. Glypta implana ingår i släktet Glypta och familjen brokparasitsteklar. Inga underarter finns listade i Catalogue of Life.